# Petri Penttinen
Ari Petri Kalevi Penttinen (* 24. September 1965 in Helsinki) ist ein ehemaliger finnischer Freestyle-Skier. Er startete in der Buckelpisten-Disziplin Moguls.

## Werdegang
Penttinen nahm im März 1986 in Oberjoch erstmals am Weltcup teil und sprang dabei auf den 42. Platz. In der Saison 1987/88 erreichte er mit dem Plätzen sieben, acht und neun seine ersten Top-Zehn-Platzierungen im Weltcup und zum Saisonende mit dem 13. Platz im Moguls-Weltcup sein bestes Gesamtergebnis. In den folgenden Jahren kam er in der Saison 1988/89 auf den 17. Platz und in der Saison 1989/90 sowie 1990/91 jeweils auf den 19. Rang im Moguls-Weltcup. Dabei errang er im Februar 1990 mit dem sechsten Platz im Iizuna Kōgen Sukī-jō seine beste Platzierung im Weltcup. Zudem belegte er bei den Weltmeisterschaften 1989 in Oberjoch den 19. Platz, bei den Weltmeisterschaften 1991 in Lake Placid den achten Rang und im Februar 1992 bei seiner einzigen Teilnahme an Olympischen Winterspielen in Albertville den 41. Platz. Letztmals im Weltcup startete er im März 1993 in Lillehammer, wobei er den 19. Platz errang.

## Erfolge

### Olympische Spiele
- 1992 Albertville: 41. Platz Moguls

### Weltmeisterschaften
- 1989 Oberjoch: 19. Platz Moguls
- 1991 Lake Placid: 8. Platz Moguls

### Weltcup-Gesamtplatzierungen
Penttinen nahm an 43 Weltcups teil und erreichte sieben Top-Zehn-Platzierungen.
| Saison  | Gesamt | Gesamt | Moguls | Moguls |
| Saison  | Punkte | Platz  | Punkte | Platz  |
| ------- | ------ | ------ | ------ | ------ |
| 1986/87 | 2      | 96.    | 12     | 35.    |
| 1987/88 | 13     | 45.    | 94     | 13.    |
| 1988/89 | 11     | 57.    | 75     | 17.    |
| 1989/90 | 9      | 57.    | 55     | 19.    |
| 1990/91 | 9      | 56.    | 75     | 19.    |
| 1991/92 | 6      | 72.    | 45     | 26.    |
| 1992/93 | 3      | 119.   | 28     | 46.    |